# Stéphane Mertens
Stéphane Mertens (Paris, 14 de mayo de 1959) es un expiloto de motociclismo belga.

## Biografía
Mertens realizó su debut en el Mundial de motociclismo en 1984 en la categoría de 250cc. También venció el Campeonato Belga de motociclismo de 250cc de 1984. Continuó en 250cc durante 1985, 1986 y 1987. En 1988 fue uno de los pilotos que debutaron en la primera edición del Campeonato Mundial de Superbikes. Mertens corrió en la categoría Superbike hasta 1994. Su mejor resultado fue el segundo puesto detrás Fred Merkel en la temporada 1989 a bordo de una Honda. 
En 1995 comenzó a competir en el Campeonato Mundial de Resistencia de la FIM, ganando el título en 1995 y 2002. Mertens fue miembro del equipo ganaro de las 24 Horas de Le Mans de Motociclismo de 1990 con el piloto Jean-Michel Mattioli.

## Resultados

### Campeonato del Mundo de Motociclismo
Sistema de puntuación desde 1969 hasta 1987:
| Posición | 1.º | 2.º | 3.º | 4.º | 5.º | 6.º | 7.º | 8.º | 9.º | 10.º |
| Puntos   | 15  | 12  | 10  | 8   | 6   | 5   | 4   | 3   | 2   | 1    |

Sistema de puntuación desde 1988 hasta 1991:
| Posición | 1.º | 2.º | 3.º | 4.º | 5.º | 6.º | 7.º | 8.º | 9.º | 10.º | 11.º | 12.º | 13.º | 14.º | 15.º |
| Puntos   | 20  | 17  | 15  | 13  | 11  | 10  | 9   | 8   | 7   | 6    | 5    | 4    | 3    | 2    | 1    |

#### Carreras por año
(Carreras en negrita indica pole position; Carreras en cursiva indica vuelta rápida)
| Año  | Clase | Equipo   | Moto    | 1       | 2      | 3       | 4      | 5       | 6       | 7       | 8       | 9       | 10     | 11      | 12     | 13     | 14      | Pts. | Pos. |
| ---- | ----- | -------- | ------- | ------- | ------ | ------- | ------ | ------- | ------- | ------- | ------- | ------- | ------ | ------- | ------ | ------ | ------- | ---- | ---- |
| 1982 | 250cc | Yamaha   |         |         | FRA -  | ESP -   | NAT -  | NED -   | BEL DNQ | YUG -   | GBR -   | SWE -   | RSM -  | GER -   |        |        |         | 0    | -    |
| 1983 | 250cc | Yamaha   | RSA -   | FRA -   | NAT -  | GER -   | SPA -  | AUT -   | YUG -   | NED -   | BEL 19  | GBR -   | SWE 19 |         |        |        |         | 0    | -    |
| 1984 | 250cc | Yamaha   | RSA 14  | NAT 16  | SPA 18 | AUT Ret | GER 22 | FRA DNQ | YUG 11  | NED 8   | BEL 17  | GBR Ret | SWE 17 | RSM Ret |        |        |         | 3    | 27.º |
| 1985 | 250cc | Yamaha   | RSA 8   | SPA Ret | GER -  | NAT -   | AUT -  | YUG -   | NED 9   | BEL Ret | FRA -   | GBR 16  | SWE 22 | RSM 8   |        |        |         | 8    | 20.º |
| 1986 | 500cc | Honda    | SPA DNQ | NAT 17  | GER 18 | AUT -   | YUG 6  | NED -   | BEL Ret | FRA 26  | GBR 8   | SWE 6   | RSM 10 |         |        |        |         | 14   | 13.º |
| 1987 | 250cc | Sekitoba | JPN Ret | SPA 18  | GER 12 | NAT 15  | AUT 9  | YUG 14  | NED 13  | FRA Ret | GBR Ret | SWE -   | CZE 14 | RSM 13  | POR 11 | BRA 13 | ARG Ret | 2    | 23.º |
| 1989 | 500cc | Honda    | JPN -   | AUS -   | USA -  | SPA -   | NAT -  | GER -   | AUT -   | YUG -   | NED Ret | BEL -   | FRA -  | GBR -   | SWE -  | CZE -  | BRA -   | 0    | -    |
| 1996 | 500cc | Suzuki   | MAL -   | IDN -   | JAP -  | ESP -   | ITA -  | FRA -   | NED -   | ALE -   | GBR -   | AUT -   | CZE -  | IMO -   | CAT -  | RIO 19 | AUS 16  | 0    | -    |

### Campeonato Mundial de Superbikes

#### Carreras por año
| Año  | Moto     | 1     | 1       | 2      | 2       | 3     | 3     | 4     | 4     | 5     | 5       | 6     | 6       | 7     | 7       | 8     | 8     | 9     | 9     | 10    | 10     | 11    | 11      | 12    | 12    | 13      | 13    | Pts. | Pos. |
| Año  | Moto     | R1    | R2      | R1     | R2      | R1    | R2    | R1    | R2    | R1    | R2      | R1    | R2      | R1    | R2      | R1    | R2    | R1    | R2    | R1    | R2     | R1    | R2      | R1    | R2    | R1      | R2    | Pts. | Pos. |
| ---- | -------- | ----- | ------- | ------ | ------- | ----- | ----- | ----- | ----- | ----- | ------- | ----- | ------- | ----- | ------- | ----- | ----- | ----- | ----- | ----- | ------ | ----- | ------- | ----- | ----- | ------- | ----- | ---- | ---- |
| 1988 | Bimota   | GBR   | GBR     | HUN    | HUN     | GER   | GER   | AUT   | AUT   | JPN 7 | JPN 14  | FRA   | FRA     | POR   | POR     | AUS   | AUS   | NZL   | NZL   |       |        |       |         |       |       |         |       | 42.º | 5.5  |
| 1989 | Kawasaki | GBR   | GBR     | HUN    | HUN     | CAN   | CAN   | USA   | USA   | AUT   | AUT     | FRA   | FRA     | JPN 9 | JPN 7   | GER   | GER   | ITA   | ITA   | AUS 5 | AUS 6  | NZL 2 | NZL Ret |       |       |         |       | 14.º | 54   |
| 1990 | Kawasaki | SPA   | SPA     | GBR    | GBR     | HUN   | HUN   | GER   | GER   | CAN   | CAN     | USA   | USA     | AUT   | AUT     | JPN   | JPN   | FRA   | FRA   | ITA   | ITA    | MAL   | MAL     | AUS 8 | AUS 7 | NZL Ret | NZL 3 | 19.º | 32   |
| 1991 | Kawasaki | GBR   | GBR     | SPA    | SPA     | CAN   | CAN   | USA   | USA   | AUT   | AUT     | SMR   | SMR     | SWE   | SWE     | JPN 3 | JPN 4 | MAL 7 | MAL 4 | GER   | GER    | FRA   | FRA     | ITA   | ITA   | AUS Ret | AUS 3 | 13.º | 65   |
| 1992 | Kawasaki | SPA 1 | SPA Ret | GBR 5  | GBR 6   | GER 3 | GER 5 | BEL 6 | BEL 7 | SPA 6 | SPA 5   | AUT 7 | AUT Ret | ITA   | ITA     | MAL 4 | MAL 3 | JPN 6 | JPN 4 | NED 7 | NED 4  | ITA   | ITA     | AUS 4 | AUS 3 | NZL 2   | NZL 3 | 6.º  | 249  |
| 1993 | Kawasaki | IRL 5 | IRL 6   | GER 4  | GER 4   | SPA 2 | SPA 3 | SMR 6 | SMR 6 | AUT 2 | AUT Ret | CZE 3 | CZE Ret | SWE 8 | SWE 5   | MAL 4 | MAL 6 | JPN 6 | JPN 4 | NED 3 | NED 6  | ITA 1 | ITA 2   | GBR 3 | GBR 2 | POR 3   | POR 5 | 3.º  | 316  |
| 1994 | Honda    | GBR 2 | GBR Ret | GER 2  | GER Ret | ITA 3 | ITA 4 | SPA 2 | SPA 2 | AUT 4 | AUT 4   | INA 2 | INA 2   | JPN 6 | JPN 7   | NED 3 | NED 2 | SMR 4 | SMR 2 | EUR 8 | EUR 10 | AUS 4 | AUS 4   |       |       |         |       | 3.º  | 277  |
| 1995 | Honda    | GER 6 | GER 3   | SMR 16 | SMR 13  | GBR 4 | GBR 3 | ITA 2 | ITA 3 | SPA 1 | SPA 3   | AUT 4 | AUT 4   | USA 9 | USA Ret | EUR 9 | EUR 8 | JPN 2 | JPN 4 | NED 4 | NED 2  | INA 3 | INA 1   | AUS 2 | AUS 4 |         |       | 3.º  | 323  |